# Ruta Estatal de Arizona 86
La Ruta Estatal de Arizona 86, y abreviada SR 86 (en inglés: Arizona State Route 86) es una carretera estatal estadounidense ubicada en el estado de Arizona. La carretera inicia en el Oeste desde la SR 85     en Why hacia el Este en la 16th Avenue en Tucson. La carretera tiene una longitud de 190,1 km (118.11 mi).

## Mantenimiento
Al igual que las autopistas interestatales, y las rutas federales y el resto de carreteras estatales, la Ruta Estatal de Arizona 86 es administrada y mantenida por el Departamento de Transporte de Arizona por sus siglas en inglés ADOT.

## Cruces
La Ruta Estatal de Arizona 86 es atravesada principalmente por la  I 19     en Tucson.